# Йёкюльсаурлоун
Йёкюльсаурлоун (исл. Jökulsárlón) — самая большая ледниковая лагуна в Исландии, расположена в юго-восточной Исландии, ответвляясь от Ватнайёкюдля, между Национальным парком Скафтафедлем и Хёбном.

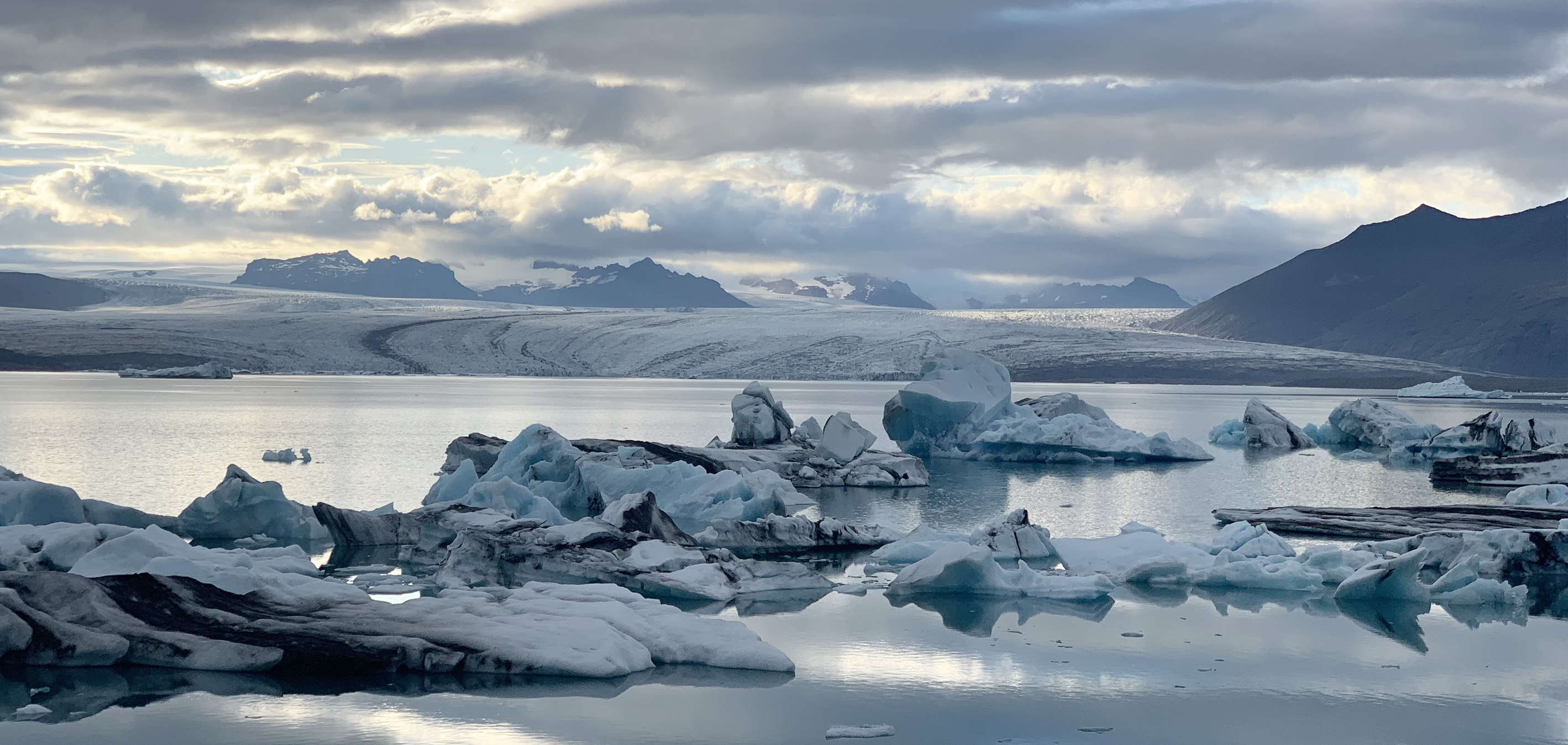
Ледяная лагуна Йёкюльсаурлоун у подножия ледника Ватнайёкюдль, 2023

Он развился в лагуну после того, как ледник начал отступать от берега Атлантического океана. Чаша водоёма выросла в размерах, когда ледники начали таять активнее. Сейчас лагуна находится в 1,5 километра от океанского берега и занимает площадь около 18 км². Это второй по глубине водный объект Исландии с глубиной до 200 метров. Площадь лагуны увеличилась в четыре раза с 1970 года.
Лагуну можно увидеть с Исландской окружной дороги. Оно представляет собой живописную картину, названную «Призрачной процессией светящихся айсбергов по Йёкюльсаурлоуну».
Ледник Ватнайёкюдль является туристической достопримечательностью. Агентства организовывают джип- и снегоход-туры, чтобы туристы смогли увидеть айсберги, облепившие лагуну. На Йёкюльсаурлоуне снимались некоторые сцены фильмов «Вид на убийство» (1985), «Умри, но не сейчас» (2002) и «Бэтмен: Начало» (2005), а также несколько рекламных роликов.

## История

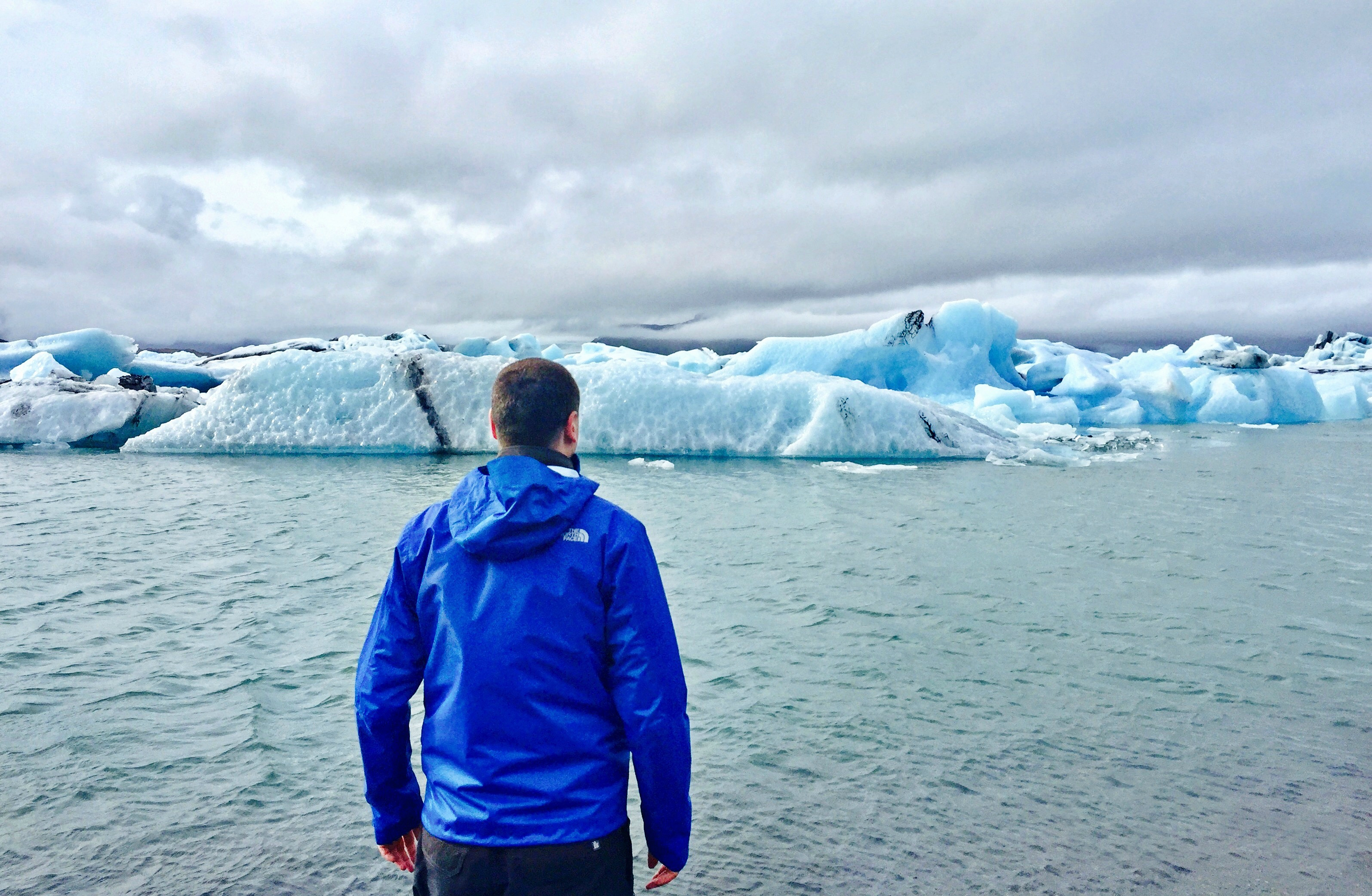
Йёкюльсаурлоун, самая большая ледниковая лагуна в Исландии

Первые поселенцы прибыли в Исландию около 900 года н. э., когда край Ватнайёкюдля был расположен на 20 километров севернее сегодняшнего положения. Во время Малого ледникового периода 1600—1900 годов н. э. с более прохладными температурами, превалировавшими в этих широтах, ледник к 1890 году вырос приблизительно на один километр. С повышением температуры в 1925—1965, изменения начали затрагивать и Ватнайёкюдль. Он начал очень быстро отступать и от него начали откалываться айсберги различных размеров. Это и дало начало Лагуне в 1934-35 годах. Наибольшую глубину лагуна имеет там, где ледник был толще всего. В 1975 году площадь лагуны была около 8 км², сейчас же она достигает 18 км².

## География

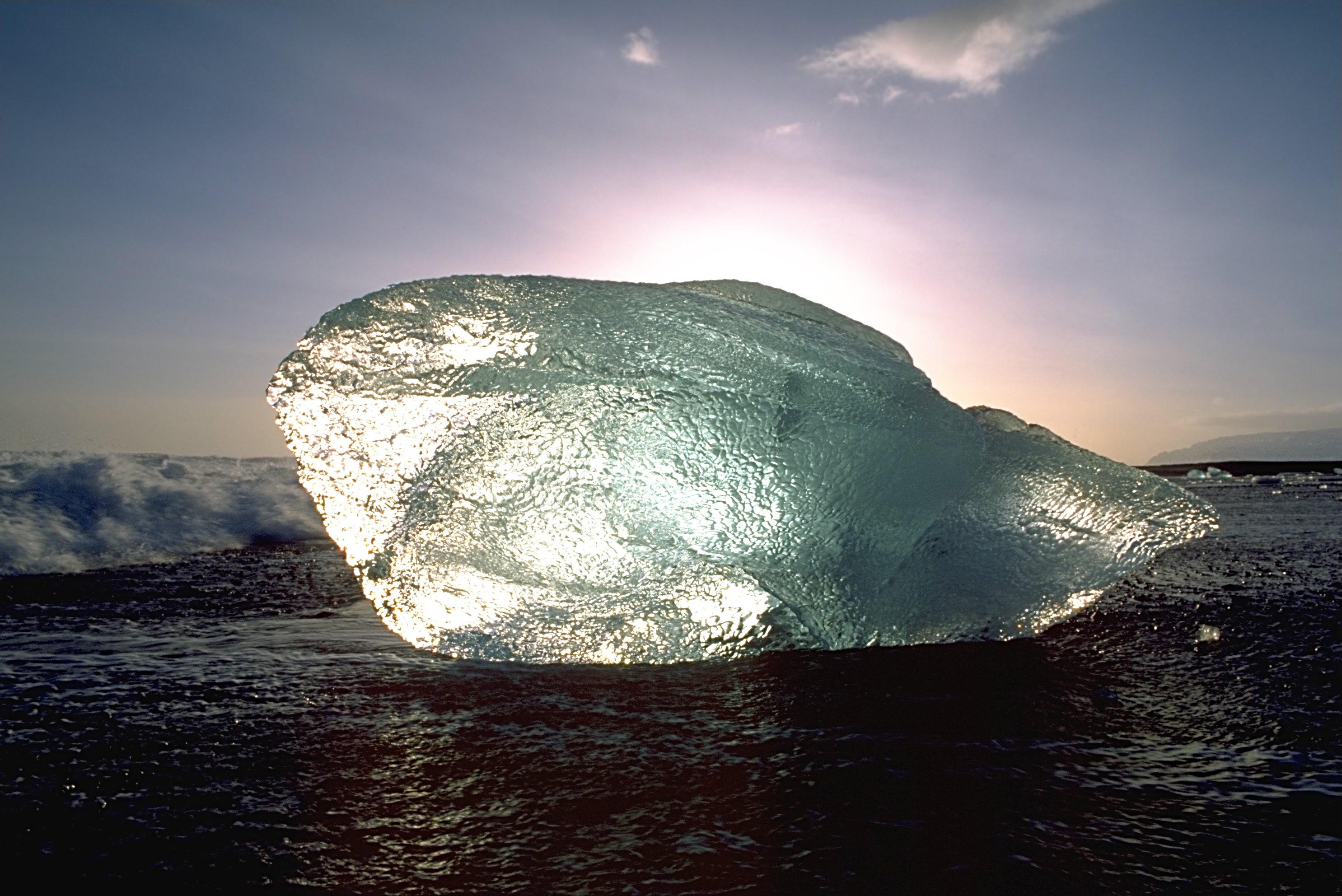
Ледяная глыба возле Йёкюльсаурлоуна

С берега Йёкюльсаурлоуна открывается потрясающий вид на ледяную шапку, которая представляет собой обширный купол из льда, поднимающийся на высоту в 910 метров. Лагуна начала развиваться примерно 60 лет назад, когда вся поверхность была в 250-ти метрах от Атлантического океана и 3,2 километра от ледника. Край ледника находился непосредственно в Океане и от него иногда откалывались айсберги. Однако, он начал быстро уходить на сушу и с каждым годом оставлял глубокие ущелья там, где он отступал. Ущелья начали заполняться талой водой. Лагуна — самая низкая точка Исландии, её дно на 200 метров ниже уровня моря. Летом айсберги тают и стекают в море. Зимой лагуна замерзает и сковывается льдом. Ледяная вода и почва создают уникальный экологический феномен. Сообщается, что за последние 15 лет Йёкюльсаурлоун вырос в два раза. Огромные глыбы льда, отколовшиеся от ледника, достигают размеров до 30 метров в высоту, именно из-за них лагуна блокируется айсбергами.
Судя по тому, с какой скоростью ледник отступает, а лагуна формируется, можно утверждать, что в ближайшем будущем здесь образуется фьорд. Отступление ледника также угрожает окружной трассе. Рейкьявик находится на расстоянии 250 километров и дорога между ними проходит неподалёку ещё дюжины других ледников, которые также отступают вглубь острова. Лагуна находится в 75 километрах западнее Хёфна и в 60 километрах восточнее Скафтафедля.

## Фауна

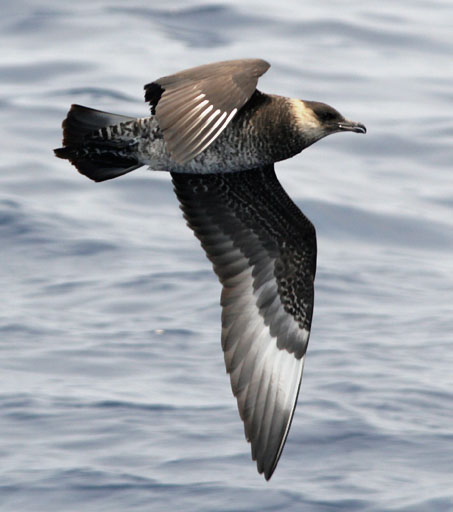
Поморник

Лагуна свободно сообщается с морем через протоку. Тюлени в большом количестве собираются возле лагуны зимой, чтобы ловить рыбу. Большое количество морских птиц, в основном полярные крачки, которые гнездятся неподалёку, ловят сельдь, форель, лососей и другую рыбу. Прилежащий к лагуне район является местом обитания различных поморниковых. Во время летнего периода они гнездятся на берегах водоёма. Поморниковые считаются агрессивными «пиратами морей», и воруют у других птиц еду. Они также убивают и едят маленьких птиц, таких как тупики. Они не боятся людей и не реагируют на них, если те подходят близко к их гнёздам. На зимовку поморниковые улетают на побережья Испании и Африки. Часто прилив выбрасывает много сельди или мойвы на мелководье, и птицы питаются ими.